# Tiefziehstahl
Unter dem Begriff Tiefziehstahl werden diejenigen Stahlsorten zusammengefasst, die zum Weiterverarbeiten durch Tiefziehen geeignet sind. Diese Stähle sind im Allgemeinen sehr weich und dürfen keine ausgeprägte Streckgrenze aufweisen.

## Einteilung
Weiche Stähle zum Kaltumformen sind nach DIN EN 10111 genormt und tragen die Bezeichnungen DD11 bis DD14.
- DD11: Ziehgüte – bis mittlerer Ziehtiefe, enge Radien
- DD12: Tiefziehgüte – erhöhte Umformansprüche, sehr enge Radien
- DD13: Sondertiefziehgüte – hohe Umformansprüche, mehrstufiges Tiefziehen
- DD14: Sondertiefziehgüte borhaltig – höchste Umformansprüche größerer Anwendungsbereich als DD13

Geläufig sind zudem die nach DIN EN 10130 genormten Bezeichnungen DC01 – DC07, wobei DC07 die sogenannte Sondertiefziehgüte aufweist.
Bake-hardening-Stahl-Blechen wird speziell in der Kfz-Industrie eine große Bedeutung zugeschrieben. Das Blech ist erst weich und gut umformbar, das gefertigte Ziehteil wird nach dem Tiefziehvorgang auf 170–200 °C erwärmt und erfährt dabei eine Festigkeitssteigerung.
TRIP-Stahl-Bleche (TRansformation Induced Plasticity) werden ebenfalls hauptsächlich in der Kfz-Industrie verwendet. Sie weisen hohe Festigkeit und zudem eine gute Dehnbarkeit auf. Vor der Umformung sind sie weicher als danach, denn beim Umformprozess wandelt sich das im TRIP-Stahl vorhandene Restaustenit in ein härteres Martensitgefüge um.